# 房胜
房勝（？—1406年），河南江北等處行中書省沔陽府景陵縣人，明朝軍事將領。富昌伯。

## 生平
房勝早年跟從陳友諒，後來歸順朱元璋，累功至通州衛指揮僉事。建文元年（1399年）燕王朱棣在北平起兵（靖難之役），房勝以通州投降。建文四年（1402年）朱棣即位後，房勝以守城功獲封富昌伯，祿千石，世襲指揮使，永樂四年（1406年）卒。